# El Achour
El Achour est une commune de la wilaya d'Alger en Algérie, située dans la proche banlieue Sud-Ouest d'Alger.

## Géographie

### Situation
El Achour est située à environ 8 km au sud-ouest du centre-ville d'Alger.
| Cheraga     | Dely Ibrahim | Ben Aknoun |
| Ouled Fayet | El Achour    | Hydra      |
| Draria      | Draria       | Draria     |

### Transport
Elle comporte quatre arrêts de bus, sur la route qui la traverse du nord (Dely Brahim) vers le sud. 
Taxis vers oued romane

## Histoire

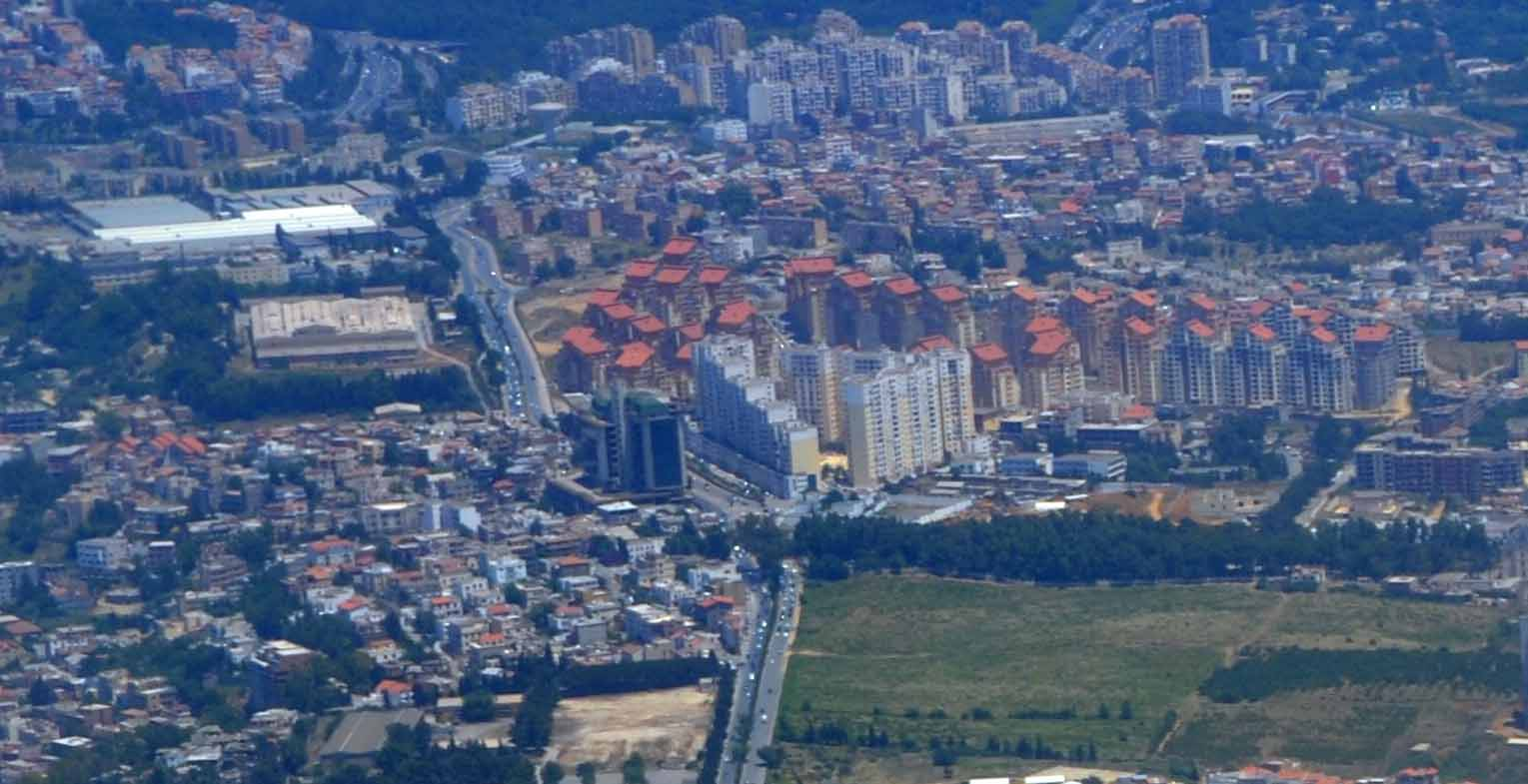
Vue aérienne de la commune en 2013

Un ancien village colonial existait pour exploiter les richesses agricoles de la région. À partir des années 1990 et 2000, une extension urbaine gigantesque modifia toute l'image du petit village, en construisant des résidences du côté des investisseurs privés tel que Sahraoui, Duplex, Urba200 et plusieurs autres petites promotions, et du côté publique tels que AADL, cité police, cité 20 août 1955, de ce fait le prix du mètre carré a connu une hausse pour cette commune qui est devenu un plutôt bon endroit pour s’y installer.

## Démographie
| 1987  | 1998   | 2008   | 2022    |
| ----- | ------ | ------ | ------- |
| 9 269 | 19 524 | 41 070 | ≈ 50000 |

## Sport
- Club de football du Itihad Riadhi Baladiat El Achour IRBEA.